# Inês Matos
Inês Matos (5 de octubre de 2004) es una deportista portuguesa que compite en tenis de mesa. En los Juegos Europeos de Cracovia 2023 consiguió una medalla de bronce en la prueba de equipo.

## Palmarés internacional
| Juegos Europeos | Juegos Europeos    | Juegos Europeos   | Juegos Europeos |
| Año             | Lugar              | Medalla           | Prueba          |
| --------------- | ------------------ | ----------------- | --------------- |
| 2023            | Cracovia (Polonia) | Medalla de bronce | Equipo          |